# Buideleikelmuis
De buideleikelmuis (Cercartetus concinnus) is een klimbuideldier uit het geslacht der buidelslaapmuizen (Cercartetus).

## Kenmerken
De buideleikelmuis is een klein, muisachtig buideldier. De bovenkant van het lichaam is bruin en is scherp gescheiden van de witte onderkant. Rond de ogen zit een smalle donkere ring. De staart is nauwelijks behaard. De lange, ronde oren en de weinig behaarde bek zijn allebei vleeskleurig. De kop-romplengte bedraagt 70 tot 100 millimeter, de staartlengte 70 tot 95 millimeter en het gewicht 8 tot 18 gram.

## Leefwijze
Deze soort is 's nachts actief en kan zowel op de grond als in bomen worden gevonden. Het dier eet geleedpotigen en nectar en bouwt een nest van boombast en bladeren in een boomholte of iets dergelijks.

## Voortplanting
Vrouwtjes kunnen per jaar twee of drie nesten van tot zes jongen krijgen.

## Verspreiding
Deze soort komt voor in het zuidwesten van West-Australië en in het zuiden en zuidoosten van Zuid-Australië, oostelijk tot de westelijkste delen van New South Wales en Victoria, en ook op Kangaroo Island.